# Кёпрюлю, Мехмет Фуат
Мехмет Фуат Кёпрюлю́ (Кёпрюлюзаде) (тур. Mehmet Fuat Köprülü (Köprülüzade); 4 декабря 1890, Стамбул — 28 июня 1966, Стамбул) — турецкий государственный деятель, министр иностранных дел Турции, филолог, историк и публицист.

## Биография
Родился 4 декабря 1890 года. Из турецкого аристократического рода Кёпрюлю албанского происхождения.
Окончил юридический факультет Стамбульского университета. С 1913 года — профессор там же.
Стоял у истоков создания Демократической партии Турции (вместе с Р. Коралтаном, Дж. Баяром и А. Мендересом, 1946).
5 декабря 1925 года был избран членом-корреспондентом Академии наук СССР по разряду восточной словесности (тюркология). 11 февраля 1948 года был исключён из числа членов-корреспондентов АН СССР с формулировкой «за враждебную деятельность при освещении истории Турции».
Будучи министром иностранных дел Турции (1950—1957), способствовал присоединению страны к блоку НАТО (1952) и Багдадскому пакту (1955).

## Научное наследие
Основоположник европейской школы турецкого литературоведения.
Автор более 500 трудов по турецкой филологии, истории средних веков и истории религии.

### Основные публикации
- Первые мистики в турецкой литературе (на турецком; 1918).
- Современная литература (на турецком; 1924).
- История турецкой религии (на турецком; 1925).
- История турецкой литературы (на турецком; 1928).
- История Турции (на турецком; 1939)
- Турецкие народные поэты (на турецком; 1940—1941).
- The Origins of the Ottoman Empire. State University of New York, 1992, ISBN 0-7914-0819-1 (англ.)